# Attatha coccinea
Attatha coccinea là một loài bướm đêm trong họ Noctuidae.